# Kapelle in Hohr
Die Kapelle in Hohr ist eine Marie-in-der-Not-Kapelle im Mucher Ortsteil Hohr. Ursprünglich wurde sie 1665 dem heiligen Rochus geweiht.

## Lage
Die Kapelle steht nördlich von Hohr einsam auf dem Feld am Kapellenweg.

## Beschreibung
Das Gebäude ist quadratisch mit einer Seitenlänge von 2 m. Es ist verputzt und hat ein Zeltdach. Den Innenraum ziert eine Pietà.

## Denkmalschutz
Die Kapelle ist unter der Denkmalnummer 42 in die Liste der Baudenkmäler in Much eingetragen.